# Ștefan Gh. Longinescu
Ștefan Gh. Longinescu (n. 5/12 octombrie 1865, Focșani – d. 2 august 1931, București) a fost un jurist român, membru corespondent al Academiei Române (din 1910). A fost profesor de drept roman la universitățile din Iași și București. A scris și lucrări de istoria dreptului.

## Biografie
Ștefan Gh. Longinescu s-a născut în anul 1865, într-o familie de negustori. A fost fiul Rusandrei (1843-1925) și al lui Gheorghe Loginescu, care a avut prima fabrică de ceară din Focșani. și frate cu Gheorghe Gh. Longinescu (1869-1939). A făcut studii gimnaziale la Focșani, liceale și universitare la Iași, unde absolvă Facultatea de Drept și își ia licența în știinte juridice cu o teză despre "Garanția de evicțiune în dreptul roman și român".
A practicat avocatura, e apoi judecător de ocol, supleant la tribunal, judecător de instrucție la Galați și chimist în Laboratorul lui Petru Poni. Studiază matematicile superioare cu profesorul Climescu, apoi cu Melik și Țoni, studiu care îi deschid mai târziu interesul pentru logica judiciară și arhitectura dreptului. În 1895 pleacă, prin concurs, la specializare în Germania, un an mai târziu obținând la Berlin doctoratul. După ce funcționează ca profesor de drept la Iași, ocupă Catedra de Drept roman a Facultății de Drept din București, asigurând, din 1908, și cursul de Istoria dreptului românesc.

## Opere
- Gaius der Rechtsgelehrte (Gaius erudit al dreptului, 1896)
- Istoria dreptului românesc din vremile cele mai vechi până azi (1908) (prima lucrare de acest gen din literatura noastră de specialitate)
- Elemente de drept roman (9 volume, 1921-1929)
- Dreptul roman in literatura juridica românească (1908)
- Pravila lui Vasile Lupu (1909)
- Pravila Moldovei din vremea lui Vasile Lupu (1912)
- Așezământul de legătură al lui Mihai Viteazul (1919)
- Medicina legală în legile vechi românești (1920)
- Pravila lui Alexandru cel Bun (1923)